# واتر میل (نیویورک)
واتر میل (به انگلیسی: Water Mill) یک منطقهٔ مسکونی در ایالات متحده آمریکا است که در شهرستان سافک، نیویورک واقع شده‌است. واتر میل ۳۱٫۱ کیلومتر مربع مساحت و ۱٬۵۵۹ نفر جمعیت دارد و ۱۲ متر بالاتر از سطح دریا واقع شده‌است.